# Retro (dokumentární cyklus)
Retro je dokumentární cyklus České televize, který se věnuje designu a trendům v socialistickém Československu. Pořad byl vysílán od 6. února 2008 do 28. prosince 2013 a provázela jím Martina Vrbová a od 24. prosince 2011 do 9. března 2013 jím provázela Petra Křížková. Jeden díl trvá asi 30 minut.

## Seznam odvysílaných dílů

### Díly o jednotlivých rocích
| Název dílu | Odkaz do archivu ČT       | Premiéra v TV      |
| ---------- | ------------------------- | ------------------ |
| Rok 1945   | Spustit z videoarchivu ČT | 5. ledna 2013      |
| Rok 1946   | Spustit z videoarchivu ČT | 13. ledna 2013     |
| Rok 1947   | Spustit z videoarchivu ČT | 19. ledna 2013     |
| Rok 1948   | Spustit z videoarchivu ČT | 27. ledna 2013     |
| Rok 1949   | Spustit z videoarchivu ČT | 2. února 2013      |
| Rok 1950   | Spustit z videoarchivu ČT | 9. února 2013      |
| Rok 1951   | Spustit z videoarchivu ČT | 16. února 2013     |
| Rok 1952   | Spustit z videoarchivu ČT | 23. února 2013     |
| Rok 1953   | Spustit z videoarchivu ČT | 2. března 2013     |
| Rok 1954   | Spustit z videoarchivu ČT | 9. března 2013     |
| Rok 1955   | Spustit z videoarchivu ČT | 16. března 2013    |
| Rok 1956   | Spustit z videoarchivu ČT | 23. března 2013    |
| Rok 1957   | Spustit z videoarchivu ČT | 30. března 2013    |
| Rok 1958   | Spustit z videoarchivu ČT | 6. dubna 2013      |
| Rok 1959   | Spustit z videoarchivu ČT | 13. dubna 2013     |
| Rok 1960   | Spustit z videoarchivu ČT | 20. dubna 2013     |
| Rok 1961   | Spustit z videoarchivu ČT | 27. dubna 2013     |
| Rok 1962   | Spustit z videoarchivu ČT | 4. května 2013     |
| Rok 1963   | Spustit z videoarchivu ČT | 11. května 2013    |
| Rok 1964   | Spustit z videoarchivu ČT | 18. května 2013    |
| Rok 1965   | Spustit z videoarchivu ČT | 25. května 2013    |
| Rok 1966   | Spustit z videoarchivu ČT | 1. června 2013     |
| Rok 1967   | Spustit z videoarchivu ČT | 8. června 2013     |
| Rok 1968   | Spustit z videoarchivu ČT | 15. června 2013    |
| Rok 1969   | Spustit z videoarchivu ČT | 22. června 2013    |
| Rok 1970   | Spustit z videoarchivu ČT | 29. června 2013    |
| Rok 1971   | Spustit z videoarchivu ČT | 7. září 2013       |
| Rok 1972   | Spustit z videoarchivu ČT | 14. září 2013      |
| Rok 1973   | Spustit z videoarchivu ČT | 21. září 2013      |
| Rok 1974   | Spustit z videoarchivu ČT | 28. září 2013      |
| Rok 1975   | Spustit z videoarchivu ČT | 5. října 2013      |
| Rok 1976   | Spustit z videoarchivu ČT | 12. října 2013     |
| Rok 1977   | Spustit z videoarchivu ČT | 19. října 2013     |
| Rok 1978   | Spustit z videoarchivu ČT | 28. října 2013     |
| Rok 1979   | Spustit z videoarchivu ČT | 2. listopadu 2013  |
| Rok 1980   | Spustit z videoarchivu ČT | 9. listopadu 2013  |
| Rok 1981   | Spustit z videoarchivu ČT | 16. listopadu 2013 |
| Rok 1982   | Spustit z videoarchivu ČT | 23. listopadu 2013 |
| Rok 1983   | Spustit z videoarchivu ČT | 30. listopadu 2013 |
| Rok 1984   | Spustit z videoarchivu ČT | 7. prosince 2013   |
| Rok 1985   | Spustit z videoarchivu ČT | 14. prosince 2013  |
| Rok 1986   | Spustit z videoarchivu ČT | 21. prosince 2013  |
| Rok 1987   | Spustit z videoarchivu ČT | 28. prosince 2013  |

| Název dílu                                           | Odkaz do archivu ČT       | Premiéra v TV      |
| ---------------------------------------------------- | ------------------------- | ------------------ |
| ABC                                                  | Spustit z videoarchivu ČT | 24. května 2009    |
| Amatérská fotografie                                 | Spustit z videoarchivu ČT | 12. listopadu 2011 |
| Alternativa                                          | Spustit z videoarchivu ČT | 1. prosince 2012   |
| Auta                                                 | Spustit z videoarchivu ČT | 5. srpna 2008      |
| Autobusy ČSAD                                        | Spustit z videoarchivu ČT | 23. září 2008      |
| Báječná léta s Retrem                                | Spustit z videoarchivu ČT | 30. června 2012    |
| Běh                                                  | Spustit z videoarchivu ČT | 3. března 2012     |
| Branné cvičení                                       | Spustit z videoarchivu ČT | 10. května 2009    |
| Bratrský stát Čechů a Slováků                        | Spustit z videoarchivu ČT | 15. března 2009    |
| Brigáda                                              | Spustit z videoarchivu ČT | 9. září 2008       |
| Brněnské veletrhy                                    | Spustit z videoarchivu ČT | 20. října 2010     |
| Brutalismus                                          | Spustit z videoarchivu ČT | 15. července 2008  |
| Brýle                                                | Spustit z videoarchivu ČT | 21. května 2011    |
| Budovatelské a politické písně                       | Spustit z videoarchivu ČT | 4. listopadu 2008  |
| Bufety                                               | Spustit z videoarchivu ČT | 27. května 2008    |
| Bulvár                                               | Spustit z videoarchivu ČT | 22. září 2012      |
| Bytové stěny                                         | Spustit z videoarchivu ČT | 12. března 2008    |
| Céčka                                                | Spustit z videoarchivu ČT | 6. února 2008      |
| Ceny zboží                                           | Spustit z videoarchivu ČT | 22. ledna 2011     |
| Cestování letadlem                                   | Spustit z videoarchivu ČT | 6. ledna 2010      |
| Cestování vlakem do SSSR                             | Spustit z videoarchivu ČT | 17. prosince 2011  |
| Cesty do zahraničí                                   | Spustit z videoarchivu ČT | 8. září 2012       |
| Časopis Mladý svět                                   | Spustit z videoarchivu ČT | 29. července 2008  |
| Černoši a Vietnamci                                  | Spustit z videoarchivu ČT | 19. srpna 2008     |
| České sklo a porcelán                                | Spustit z videoarchivu ČT | 7. března 2010     |
| Československo pohledem cizinců                      | Spustit z videoarchivu ČT | 30. dubna 2011     |
| Čundr                                                | Spustit z videoarchivu ČT | 20. září 2009      |
| Dálnice                                              | Spustit z videoarchivu ČT | 17. ledna 2010     |
| Dárky                                                | Spustit z videoarchivu ČT | 24. prosince 2011  |
| Dětské knížky                                        | není v archivu            | 18. ledna 2009     |
| Dětští hrdinové                                      | Spustit z videoarchivu ČT | 14. května 2011    |
| Diety a obezita                                      | Spustit z videoarchivu ČT | 7. dubna 2012      |
| Dikobraz                                             | Spustit z videoarchivu ČT | 15. února 2009     |
| Diskotéky                                            | Spustit z videoarchivu ČT | 13. května 2008    |
| Dovolená u Máchova jezera                            | Spustit z videoarchivu ČT | 27. června 2010    |
| Elektrospotřebiče                                    | Spustit z videoarchivu ČT | 12. března 2011    |
| EXPO 58                                              | Spustit z videoarchivu ČT | 1. července 2008   |
| Expo 67                                              | Spustit z videoarchivu ČT | 31. května 2009    |
| Exportní šlágry                                      | Spustit z videoarchivu ČT | 18. června 2011    |
| Filmové festivaly                                    | Spustit z videoarchivu ČT | 25. června 2011    |
| Filmové plakáty                                      | Spustit z videoarchivu ČT | 20. března 2011    |
| Filmové týdeníky                                     | Spustit z videoarchivu ČT | 10. prosince 2011  |
| Filmový a televizní dabing                           | Spustit z videoarchivu ČT | 19. února 2011     |
| Gramofony a magnetofony Tesla                        | Spustit z videoarchivu ČT | 30. září 2008      |
| Hazard                                               | Spustit z videoarchivu ČT | 18. října 2009     |
| Hnutí Brontosaurus                                   | Spustit z videoarchivu ČT | 7. května 2011     |
| Hodinky Prim                                         | Spustit z videoarchivu ČT | 29. listopadu 2009 |
| Hokejové stadiony                                    | Spustit z videoarchivu ČT | 12. února 2011     |
| Hony                                                 | Spustit z videoarchivu ČT | 1. listopadu 2009  |
| Horníci                                              | Spustit z videoarchivu ČT | 10. ledna 2010     |
| Hospody v ČSSR                                       | Spustit z videoarchivu ČT | 26. srpna 2008     |
| Hračky                                               | Spustit z videoarchivu ČT | 12. dubna 2009     |
| Hrady a zámky                                        | Spustit z videoarchivu ČT | 1. října 2011      |
| Hranice                                              | Spustit z videoarchivu ČT | 30. prosince 2008  |
| Hudební bastlení                                     | Spustit z videoarchivu ČT | 28. října 2008     |
| Hudební nástroje                                     | Spustit z videoarchivu ČT | 17. září 2011      |
| Hudební scéna před Listopadem 1989                   | Spustit z videoarchivu ČT | 13. října 2012     |
| Husákovy děti                                        | Spustit z videoarchivu ČT | 22. července 2008  |
| Chaty a chalupy                                      | Spustit z videoarchivu ČT | 16. září 2008      |
| Internet                                             | Spustit z videoarchivu ČT | 15. září 2012      |
| Jízdní kola                                          | Spustit z videoarchivu ČT | 20. června 2010    |
| JZD Slušovice                                        | Spustit z videoarchivu ČT | 10. června 2008    |
| Kabarety a estrády                                   | Spustit z videoarchivu ČT | 14. října 2010     |
| Kadeřnice a holiči                                   | Spustit z videoarchivu ČT | 14. února 2010     |
| Kalendáře                                            | Spustit z videoarchivu ČT | 5. února 2011      |
| Kaskadéři                                            | Spustit z videoarchivu ČT | 9. dubna 2011      |
| Kina a videopůjčovny                                 | Spustit z videoarchivu ČT | 29. prosince 2012  |
| Kinoamatéři                                          | Spustit z videoarchivu ČT | 10. března 2012    |
| Klenoty a šperky                                     | Spustit z videoarchivu ČT | 14. ledna 2012     |
| Knižní novinky                                       | Spustit z videoarchivu ČT | 21. března 2010    |
| Kočárky                                              | Spustit z videoarchivu ČT | 21. listopadu 2010 |
| Komiksy                                              | Spustit z videoarchivu ČT | 26. března 2008    |
| Kosmetika                                            | Spustit z videoarchivu ČT | 11. listopadu 2008 |
| Kult těla                                            | Spustit z videoarchivu ČT | 15. prosince 2012  |
| Láska                                                | Spustit z videoarchivu ČT | 19. dubna 2009     |
| Lázně                                                | Spustit z videoarchivu ČT | 16. dubna 2011     |
| Letní kina                                           | Spustit z videoarchivu ČT | 23. června 2012    |
| Lety do kosmu                                        | Spustit z videoarchivu ČT | 1. března 2009     |
| Lipno                                                | Spustit z videoarchivu ČT | 2. července 2011   |
| Loďky a parníky                                      | Spustit z videoarchivu ČT | 16. června 2012    |
| Luxus za socialismu                                  | Spustit z videoarchivu ČT | 13. září 2009      |
| Manekýny                                             | Spustit z videoarchivu ČT | 12. srpna 2008     |
| Marketing a propagace                                | Spustit z videoarchivu ČT | 12. května 2012    |
| Maso, uzeniny                                        | Spustit z videoarchivu ČT | 1. ledna 2011      |
| MDŽ                                                  | Spustit z videoarchivu ČT | 19. dubna 2008     |
| Metro                                                | Spustit z videoarchivu ČT | 25. listopadu 2008 |
| Mladá móda                                           | Spustit z videoarchivu ČT | 11. ledna 2009     |
| Mléko                                                | Spustit z videoarchivu ČT | 3. prosince 2011   |
| Mobilní telefony                                     | Spustit z videoarchivu ČT | 8. prosince 2012   |
| Modrá krev                                           | Spustit z videoarchivu ČT | 4. února 2012      |
| Montáže v cizině                                     | Spustit z videoarchivu ČT | 14. března 2010    |
| Most                                                 | Spustit z videoarchivu ČT | 21. dubna 2012     |
| Motocyklové závody                                   | Spustit z videoarchivu ČT | 27. října 2010     |
| Motocykly                                            | Spustit z videoarchivu ČT | 7. června 2009     |
| Motorismus                                           | Spustit z videoarchivu ČT | 23. dubna 2011     |
| Moskvič                                              | Spustit z videoarchivu ČT | 2. června 2012     |
| Nábytek                                              | Spustit z videoarchivu ČT | 4. dubna 2010      |
| Nakupování                                           | Spustit z videoarchivu ČT | 9. května 2010     |
| Národní divadlo                                      | Spustit z videoarchivu ČT | 18. listopadu 2008 |
| Nedovolené filmy                                     | Spustit z videoarchivu ČT | 13. června 2010    |
| Německá demokratická republika                       | Spustit z videoarchivu ČT | 30. května 2010    |
| Nové knihy                                           | Spustit z videoarchivu ČT | 22. prosince 2012  |
| Nudismus                                             | Spustit z videoarchivu ČT | 11. června 2011    |
| Obchodní dům Kotva                                   | Spustit z videoarchivu ČT | 17. května 2009    |
| Obuv                                                 | Spustit z videoarchivu ČT | 22. února 2009     |
| Orchestry                                            | Spustit z videoarchivu ČT | 22. října 2011     |
| Osvobozená domácnost                                 | Spustit z videoarchivu ČT | 26. února 2011     |
| Paneláky                                             | Spustit z videoarchivu ČT | 10. ledna 2009     |
| Pasáže a kina                                        | Spustit z videoarchivu ČT | 5. března 2011     |
| Peníze                                               | Spustit z videoarchivu ČT | 21. června 2009    |
| Perestrojka                                          | Spustit z videoarchivu ČT | 28. dubna 2012     |
| Pěvecké sbory                                        | Spustit z videoarchivu ČT | 21. ledna 2012     |
| Pionýrský tábor                                      | Spustit z videoarchivu ČT | 2. září 2008       |
| Pivo                                                 | Spustit z videoarchivu ČT | 29. října 2011     |
| Planeta Eden                                         | Spustit z videoarchivu ČT | 31. října 2010     |
| Počítače                                             | Spustit z videoarchivu ČT | 2. prosince 2008   |
| Podnikatelské baroko                                 | Spustit z videoarchivu ČT | 6. října 2012      |
| Podpultové zboží                                     | Spustit z videoarchivu ČT | 3. května 2009     |
| Pořady pro děti a mládež                             | Spustit z videoarchivu ČT | 11. února 2012     |
| Potápění                                             | Spustit z videoarchivu ČT | 8. října 2011      |
| Poutě                                                | Spustit z videoarchivu ČT | 8. května 2008     |
| Poutě a cirkusy                                      | Spustit z videoarchivu ČT | 18. dubna 2010     |
| Pražský hrad                                         | Spustit z videoarchivu ČT | 16. května 2010    |
| Proměny české módy                                   | Spustit z videoarchivu ČT | 20. října 2012     |
| První podnikatelé                                    | Spustit z videoarchivu ČT | 11. listopadu 2012 |
| Psací potřeby                                        | Spustit z videoarchivu ČT | 25. února 2012     |
| Psací stroje                                         | Spustit z videoarchivu ČT | 31. března 2012    |
| Rallye Paříž – Dakar                                 | Spustit z videoarchivu ČT | 31. prosince 2011  |
| První máj                                            | Spustit z videoarchivu ČT | 26. dubna 2009     |
| Přátelství na věčné časy                             | Spustit z videoarchivu ČT | 8. listopadu 2009  |
| Příživnictví                                         | Spustit z videoarchivu ČT | 8. ledna 2011      |
| Reklamy                                              | Spustit z videoarchivu ČT | 7. října 2008      |
| Reklamy                                              | Spustit z videoarchivu ČT | 17. listopadu 2012 |
| Restaurace a jídelny                                 | Spustit z videoarchivu ČT | 2. května 2010     |
| Rockové kluby                                        | Spustit z videoarchivu ČT | 29. září 2012      |
| Rolling Stones, Pink Floyd a Michael Jackson v Praze | Spustit z videoarchivu ČT | 27. října 2012     |
| Řády a vyznamenání                                   | Spustit z videoarchivu ČT | 7. listopadu 2010  |
| Samoobsluhy                                          | Spustit z videoarchivu ČT | 13. února 2008     |
| Sběr                                                 | Spustit z videoarchivu ČT | 14. října 2009     |
| Seriály                                              | Spustit z videoarchivu ČT | 19. listopadu 2011 |
| Silvestr                                             | Spustit z videoarchivu ČT | 8. prosince 2010   |
| Sklo                                                 | Spustit z videoarchivu ČT | 7. února 2010      |
| Skoky na lyžích                                      | Spustit z videoarchivu ČT | 18. února 2012     |
| Sladkosti za socialismu                              | Spustit z videoarchivu ČT | 13. září 2010      |
| Slavné osobnosti ze Západu                           | Spustit z videoarchivu ČT | 29. ledna 2011     |
| Socialistické účesy                                  | Spustit z videoarchivu ČT | 27. února 2008     |
| Socialistický realismus v umění a kultuře            | Spustit z videoarchivu ČT | 28. ledna 2012     |
| Sochy za socialismu                                  | Spustit z videoarchivu ČT | 22. září 2010      |
| Sovětské vozy                                        | Spustit z videoarchivu ČT | 24. září 2011      |
| Spartakiáda                                          | Spustit z videoarchivu ČT | 28. června 2009    |
| Spodní prádlo                                        | Spustit z videoarchivu ČT | 28. března 2010    |
| Sport                                                | Spustit z videoarchivu ČT | 11. dubna 2010     |
| Sportovní létání                                     | Spustit z videoarchivu ČT | 5. května 2012     |
| Státní návštěvy                                      | Spustit z videoarchivu ČT | 23. května 2010    |
| Stavba                                               | Spustit z videoarchivu ČT | 25. dubna 2010     |
| Střelné zbraně                                       | Spustit z videoarchivu ČT | 9. června 2012     |
| Suvenýrové hity a dárkové předměty                   | Spustit z videoarchivu ČT | 7. ledna 2012      |
| Svazarm                                              | Spustit z videoarchivu ČT | 15. ledna 2011     |
| Světová kuchyně                                      | Spustit z videoarchivu ČT | 28. února 2010     |
| Taneční                                              | není v archivu            | 1. února 2009      |
| Tatra 603                                            | Spustit z videoarchivu ČT | 9. září 2010       |
| Telefony                                             | Spustit z videoarchivu ČT | 16. prosince 2008  |
| Televize                                             | Spustit z videoarchivu ČT | 24. června 2008    |
| Televizní soutěže                                    | Spustit z videoarchivu ČT | 24. ledna 2010     |
| Tenis                                                | Spustit z videoarchivu ČT | 24. března 2012    |
| Tesilové kalhoty                                     | Spustit z videoarchivu ČT | 17. června 2008    |
| Tesla                                                | Spustit z videoarchivu ČT | 6. října 2010      |
| Trabanty a wartburgy                                 | Spustit z videoarchivu ČT | 14. října 2008     |
| Trafiky                                              | Spustit z videoarchivu ČT | 15. října 2011     |
| Traktory Zetor                                       | Spustit z videoarchivu ČT | 22. listopadu 2009 |
| Tramvaje                                             | Spustit z videoarchivu ČT | 2. dubna 2011      |
| Trolejbusy                                           | Spustit z videoarchivu ČT | 5. dubna 2009      |
| Turistika                                            | Spustit z videoarchivu ČT | 5. listopadu 2011  |
| Tuzex                                                | Spustit z videoarchivu ČT | 20. května 2008    |
| ÚBOK                                                 | Spustit z videoarchivu ČT | 26. března 2011    |
| Udělej si sám                                        | Spustit z videoarchivu ČT | 29. března 2009    |
| USA                                                  | Spustit z videoarchivu ČT | 14. června 2009    |
| Ušij/upleť si doma                                   | Spustit z videoarchivu ČT | 3. června 2008     |
| Václavské náměstí                                    | Spustit z videoarchivu ČT | 15. listopadu 2009 |
| Vánoce                                               | není v archivu            | 23. prosince 2008  |
| Vaření                                               | Spustit z videoarchivu ČT | 9. prosince 2008   |
| Veksláci                                             | Spustit z videoarchivu ČT | 25. října 2009     |
| Velorex                                              | Spustit z videoarchivu ČT | 6. září 2009       |
| Venkov                                               | Spustit z videoarchivu ČT | 4. června 2011     |
| Venkovské zábavy                                     | Spustit z videoarchivu ČT | 29. září 2010      |
| Veřejná bezpečnost                                   | Spustit z videoarchivu ČT | 8. února 2009      |
| Veřejné bazény a plovárny                            | Spustit z videoarchivu ČT | 14. dubna 2012     |
| Víno                                                 | Spustit z videoarchivu ČT | 27. prosince 2009  |
| Vodní díla                                           | Spustit z videoarchivu ČT | 6. června 2010     |
| Vojenská služba                                      | Spustit z videoarchivu ČT | 8. července 2008   |
| Všude cizinci                                        | Spustit z videoarchivu ČT | 24. listopadu 2012 |
| Vysokoškolské koleje                                 | Spustit z videoarchivu ČT | 26. listopadu 2011 |
| Výuka cizích jazyků v porevoluční době               | Spustit z videoarchivu ČT | 4. listopadu 2012  |
| Zahrádkářství                                        | Spustit z videoarchivu ČT | 26. května 2012    |
| Základní škola                                       | Spustit z videoarchivu ČT | 22. března 2009    |
| Zařízení pro děti                                    | Spustit z videoarchivu ČT | 31. ledna 2010     |
| Zavazadla a tašky                                    | Spustit z videoarchivu ČT | 14. listopadu 2010 |
| Závod míru                                           | Spustit z videoarchivu ČT | 19. května 2012    |
| Zdravotnictví                                        | Spustit z videoarchivu ČT | 17. března 2012    |
| Zimní dovolená                                       | není v archivu            | 25. ledna 2009     |
| Zlatí slavíci                                        | Spustit z videoarchivu ČT | 1. prosince 2010   |
| ZOO                                                  | Spustit z videoarchivu ČT | 28. května 2011    |
| Železnice                                            | Spustit z videoarchivu ČT | 21. února 2010     |
| Žena a móda                                          | Spustit z videoarchivu ČT | 10. září 2011      |
| Žvýkačky                                             | Spustit z videoarchivu ČT | 21. října 2008     |